# Ложный опёнок
Ло́жный опёнок, ложноопёнок —  название нескольких видов ядовитых или несъедобных грибов, внешне похожих на съедобные опята. Чаще всего так называются грибы рода гифолома (Hypholoma) семейства строфариевых (Strophariaceae)  и некоторые представители рода псатирелла (Psathyrella) семейства навозниковых (Coprinaceae) (по другой систематике — псатирелловых (Psathyrellaceae) ). Иногда отдельные виды ложных опят относят к условно съедобным грибам невысокого качества, но безопасность их употребления в пищу не доказана.
От опёнка осеннего и других грибов рода Armillariella и от опёнка летнего ложные опята легко отличаются по отсутствию у них кольца на ножке. Чтобы отличать их от других опят, нужно изучить характерные признаки плодовых тел отдельных видов и их экологические особенности.

## Виды
- Ложноопёнок серно-жёлтый (Hypholoma fasciculare)
- Ложноопёнок кирпично-красный (Hypholoma sublateritium)
- Ложноопёнок серопластинчатый (Hypholoma capnoides)
- Ложноопёнок Кандолля (Psathyrella candolleana)
- Ложноопёнок водянистый (Psathyrella piluliformis)